# Паганика
Паганика (итал. Paganica) је насеље у Италији у округу Л'Аквила, региону Абруцо.
Према процени из 2011. у насељу је живело 4205 становника. Насеље се налази на надморској висини од 655 м.